# Nemopterella obtusa
Nemopterella obtusa är en insektsart som beskrevs av Bo Tjeder 1967. Nemopterella obtusa ingår i släktet Nemopterella och familjen Nemopteridae. Inga underarter finns listade i Catalogue of Life.